# Anna Vissi
Anna Vissi (grekiska: Άννα Βίσση), född 20 december 1957 i Larnaca, Cypern, är en cypriotisk sångerska. Hon är Cyperns största och en av Greklands största musiker. Hon har deltagit i Eurovision Song Contest tre gånger, 1980, 1982 och 2006.
Vissis album har sålt i mer än 9,5 miljoner exemplar över hela världen. Sedan 1995 hade hon fått 24 gånger platinum över sina album. År 2005 låg hennes engelskspråkiga singel Call me (översatt från grekiska originalet Eisai) etta på de amerikanska listorna. Vissi är idag den bäst säljande kvinnliga grekiska artisten någonsin med en karriär som sträcker sig över 30 år tillbaka. Hon har släppt över 25 egna album, alla har nått över guld eller multiplatinum. Hennes dubbelalbum Kravgi från 2000 är hennes bäst säljande album någonsin och har sålt sju gånger platina. Detta är även det mesta ett tidigare grekiskt album sålt.
En grekisk tidning kallade henne för "A true diva of the Greek musical stage, a role model for all other performers of similar genres and one who determines all the latest music and fashion trends". Hon kallas ofta för den grekiska Madonna men hennes fans runt om kallar henne för Thea (Diva/Gudinna).
Hon har varit med i operor som Demones, Mala och Ode to the Gods.

## Biografi

### Första åren
Anna Vissi föddes i staden Larnaca på Cypern. Hon började studera musik vid sex års ålder på ett lokalt konservatorium. Hon började sjunga när hon var fem år gammal, varje söndag på en plats för barn dit hon brukade åka med sin familj. Hon övade med sin äldre syster Lia (och vann) en musiktävling för nya talanger. Hon ljög till sig sin ålder och sa att hon var 14 istället för 12. Två år senare var hon huvudsångerska på Y. Kotsonis opus Ayia Tilliria, vilket även blev hennes första tv-framträdande. År 1973 flyttade hennes familj till Aten där hon fortsatte att studera på det nationella konservatoriet. Detta gav henne framträdanden med många kända sångare som Giorgos Dalaras, Haris Alexiou och Vasilis Papakonstantinou vid de kända nattklubbarna i Plaka. Under denna tiden höll hon samtidigt på med att studera lagen vid Atens universitet. Hon jobbade med sin musik tillsammans med flera kända grekiska kompositörer som Mikis Theodorakis, George Hadjinassios, Doros Giorgiadis, Nikos Karvelas (som även kom att bli hennes make) samt Mihalis Terzis. År 1977 åkte hon ut på turné med Giorgos Dalaras och Haris Alexiou där de tillsammans framförde olika typer av musik. Den mest kända konserten var på Rainbow i London under juni månad. Samma år vann hon priset för bästa sångerska och årets bästa sång (As Kanoume Apopse mia Arhi). År 1978 blev hon kallad av ERT att ställa upp och tävla för Grekland i Eurovision Song Contest. Det fanns två låtar att välja mellan; Poso S'agapo och Mr. Nobel. Till slut, efter en hel del prat mellan olika kompositörer och liknande diskvalificerades Vissi från tävlingen och istället fick Tania Tsanaklidou ställa upp. Hon deltog dock under den 25e tävlingen år 1980 med låten Autostop. Två år därefter representerade hon sitt hemland Cypern i samma tävling, då med låten Mono i Agapi som kom på femte plats med 85 poäng.

### 1980- till 2000-talen
År 1983 gifte hon sig med Nikos Karvelas, en känd och talangfull kompositör som hon hade jobbat med sedan 1975. Efter vigseln började hon arbeta ännu mer med maken. Sedan 1975 har alla hennes utgivna album sålt guld eller platina och Anna har (tillsammans med Giorgos Dalaras och Haris Alexiou) blivit en av de mest säljande grekiska musikerna. År 1986 ställde hon upp i den cypriotiska uttagningen till Eurovision Song Contest med låten "Thelo na Gino Star"; låten kom på andra plats och är än idag outgiven. Några av hennes mest kända album är I Epomeni Kinisi, Tora, Empnefsi och Fotia. År 1989 gjorde hon debut som radioproducent vid ANT1. Hennes radioprogram hade titeln Ta koritsia ine atakta (Flickorna är olydiga) som även var en låt hon har sjungit. Programmet sändes varje helg. Samma år deltog hon med låten Kleo i den grekiska uttagningen till Eurovision Song Contest, och denna kom på en tredje plats. Vissi och Karvelas jobbade mer och mer tillsammans; till slut satte de ihop den första grekiska rockoperan, Demones. Den var baserad på en libretto av Stavros Sideras och framfördes på en teater i Aten under två år.
Under oktober 1993 hade hon fått huvudrollen Aphrodite i den enaktiga operan Ode to the Gods av Stavros Sideras. Operan framfördes endast en gång i Limassol på Cypern. Den dåvarande presidenten Glafkos Kleridis och drottning Elizabeth II av Storbritannien satt i publiken. Åren efter operan släppte Karvelas och Vissi flera album som sålde guld och platina; albumen var bland annat Lambo med latinorytmer, Emis, Live!, Re! och O! Kyrpros, den sistnämnda med traditionell cypriotisk musik.
År 1994 var hon programvärd för ANT1:s program Me Agapi, Anna (Med kärlek, Anna) och året efter gjorde hon en konsert på Cypern för att visa sitt stöd för att stärka ön. År 1996 släppte Anna sitt dubbelalbum Klima Tropiko som även det sålde platina. Efter att ha framfört mer än 40 konserter i hela Grekland gjorde hon en tretimmarsshow på klubben Gazi. 
1997 släppte hon sitt album Travma som sålde guld på mindre än två veckor och tre gånger platina på sex månader. Samma år gjorde hon en promosingel, Forgive Me This. Nyårsaftonen 1997 fick hon en inbjudan av Atens borgmästare att göra ett framträdande, vilket hon tackade ja till. Hon framförde sin show vid regeringsplatsen framför 20 000 personer. Showen sändes även på TV. 
Ett par månader senare (1998) släppte hon en ny cd-singel med samma låt men nu kompletterad med Crush, Mavra Gialia och Eleni, precis som en nyutgåva av hennes multiplatinaalbum Travma och en bonusskiva till denna med låtar som fanns med på tidigare album. Skivan släpptes endast i Australien. Under 1998 släppte hon också ett nytt grekiskt album som hon kallade Antidoto; på en vecka såldes albumet i 80 000 exemplar som slog alla andra tidigare rekord. Hon gjorde även en miniturné i USA med framträdanden i Los Angeles, Atlantic City, Chicago, Boston och New York.

### 2000-talet och framåt
I april 2000 gjorde hon ett framträdande vid Londons Royal Albert Hall med den så kallade Millennium show. På showen fanns, förutom alla fans, även folk ifrån Sony International och marknadsanalytiker från hela Europa.
Singeln Everything I Am var ett nytt stadium i Annas liv. För första gången släpptes en internationell singel och hennes första musikvideo spelades in. Musikvideon kostade inte mindre än 80 miljoner drachmas (ungefär 3 miljoner kronor) att spela in. Musikvideon regisserades av Antti Jokinen från Finland. Vid sidan om den internationella singeln släppte hon även en grekisk singel kallad Agapi Ypervoliki som innehöll sex nya låtar.
Efter 10 veckor hade hennes nya singlar sålt i mer än 75 000 kopior, till slut sålde hennes skivor fyra gånger platinum med över 100 000 exemplar.
Något av det största under Annas liv var när albumet Kravgi skulle släppas. Albumet sålde till dubbel platinum under endast några timmar och slog alla tidigare rekord. Albumet sålde till sist sju gånger platinum och är ett dubbelalbum med 24 nya låtar och en duett med Keti Garbi. Några månader senare började hon presentera en show med Keti och pojkgruppen One vid Fever Club. År 2001 ställde hon återigen upp att sjunga inför en stor publik under nyåraftonen.
Det dröjde två år innan nästa album släpptes. Titeln på albumet var X och lät inte som något hon tidigare hade släppt. Till albumet kom en stor turné och på flera ställen tog biljetterna slut. Hon har idag en plats i Larnaca som är namngiven efter henne. För att göra reklam för sitt nya album började hon jobba tillsammans med Constantinos Christoforou, Nino och Hi-5.
Albumet Paraxenes Ikones släpptes och till detta släpptes en nyutgåva av tidigare låtar, fast med olika mixningar. Singeln kallades The Remixes.
Efter en lång turné för sitt nya album flyttade hon till USA och hon deltog även under stängningsceremonin vid Olympiska spelen 2004 i Aten. Hennes nya singel Call me spelades på många radiostationer runt om i Europa och USA.
År 2005 släpptes Anna Vissis album Nylon på en dualdisc där det finns både dvdmaterial och vanlig musik. Skivan blandade många genrer som rock, dansmusik, ballader och hiphop. Hon gjorde en duett med Goin' Throughstjärnan på låten Erota i polemo.
Hennes första engelskspråkiga album gavs ut 2000.

## Diskografi
För mer detaljer se Discogs lista.

### Grekiska album
- 1977: As Kanoume Apopse Mian Arhi (Ας κάνουμε απόψε μιαν αρχή)
- 1979: Kitrino Galazio (Κίτρινο γαλάζιο)
- 1980: Nai
- 1981: Anna Vissi
- 1982: Eimai To Simera Kai Eisai To Chthes (Είμαι το σήμερα και είσαι το χθες)
- 1984: Na 'Hes Kardia (Να 'χες καρδιά)
- 1985: Kati Simveni (Κάτι συμβαίνει)
- 1986: I Epomeni Kinisi (Η επόμενη κίνηση)
- 1988: Tora (Τώρα)
- 1988: Empnefsi! (Έμπνευση!)
- 1989: Fotia (Φωτιά)
- 1990: Eimai (Είμαι)
- 1992: Emeis (Εμείς)
- 1992: Lambo (Λάμπω!)
- 1994: Re! (Ρε!)
- 1995: O! Kypros (Ω! Κύπρος)
- 1996: Klima Tropiko (Κλίμα Τροπικό) - 3 x Platina
- 1997: Trauma (Τραύμα) - 3 x Platina
- 1998: Antidoto (Αντίδοτο) - 3 x Platina
- 2000: Kravgi (Κραυγή) - 7 x Platina
- 2002: X - 2 x Platina
- 2003: Paraksenes Eikones (Παράξενες Εικόνες) - 2 x Platina
- 2005: Nylon - Platina
- 2006: Nylon: Euro-Edition
- 2008: Apagorevmeno (Απαγορευμένο) - 2 x Platina
- 2008: Agapi Ine Esi (Αγάπη Είναι, Εσύ) - Gold
- 2015: Syntentefxi (Συνέντευξη)
- 2019: Iliotropia (Ηλιοτρόπια)

### Engelska album
- 2000: Everything I Am - Guld
- 2010: Nylon: Euro-Edition

### Singlar/Maxi/EPs
- - 1974: To Palio T' Aeroplano Det gamla planet (45 vinyl)
  - 1978: Mia Mikri Psihoula/Thelo En liten själ (45 vinyl)
  - 1978: O Kos Nobel/ O! Maria Herr Nobel / Åh, Mary (45 vinyl)
  - 1982: Mono I Agapi Enda kärlek (45 vinyl)
  - 1982: Love Is A Lonely Weekend (Mono I Agapi) Lifta (45 vinyl)
  - 1995: Eimai Poly Kala jag mår väldigt bra (CD)
  - 1995: Amen (CD)
  - 1995: Min Xehnas Glöm inte (CD)
  - 1997: Oso Eho Foni/Aftos Pou Perimeno: Remixes Så länge jag har en röst / Den jag väntar på: Remixes (CD)
  - 1997: Forgive Me This Förlåt mig (CD)
  - 2000: Everything I Am Allt jag är (CD) - Platina
  - 2000: Agapi Ypervoliki Älskar för mycket (CD) - 4 х Platina
  - 2001: Still In Love With You Jag älskar dig fortfarande (CD)
  - 2001: Mala, I Mousiki Tou Anemou Mala, vindens musik (CD) - Guld
  - 2002: HitMix (CD)
  - 2003: remiXes (CD)
  - 2004: Remixes 2004 (CD) 
  - 2005: Call Me Ring mig (CD/LP)- Guld
  - 2006: Autostop/Love Is A Lonely Weekend Lifta/Lifta (CD)
  - 2006: Everything Allt (CD) - Guld
  - 2008: To Parelthon Mou Mitt förflutna (digital single)
  - 2009: Fabulous Överlägsenhet (digital single)
  - 2010: Agapi Einai Esi Kärlek är du (digital EP)
  - 2011: Mono An Trelatho Bara om jag blir arg (digital single)
  - 2012: Ora Na Fevgo Dags att gå (digital single)
  - 2012: Mia Nihta To Poli En natt för mycket (digital single)
  - 2012: Tyraniemai Jag är tyrannisk (digital single)
  - 2012: Tyraniemai Jag är tyrannisk (CD+DVD EP)
  - 2012: Venzini Bensin (digital single)
  - 2012: Den Einai Psema Det är inte en lögn (digital single)
  - 2012: Kala Xristoguenna god Jul (digital single)
  - 2012: Protimo jag föredrar (digital single)
  - 2013: Apati Lurendrejeri (digital single)
  - 2013: I Kathimerinotita Mas Vår vardag (digital single)
  - 2014: Ena I Kanena En eller ingen (med Antonis Remos) (digital single)
  - 2014: Madwalk Show 2004 (digital EP)
  - 2014: Apolito Keno - 2015 version Absolut vakuum - 2015 års upplaga (med Mike) (digital single)
  - 2014: As Min Poume Tipota Låt oss säga (med Emilianos Stamatakis) (digital single)
  - 2015: Gia Sena Till dig (digital single)
  - 2016: Sinentefxi Remix Plus Intervju Remix Plus (digital EP)
  - 2017: Kalokairina Filia Sommarpussar Vänskap (digital single)
  - 2017: Afou Efter (digital single)
  - 2018: Mesa Mou Inom mig (digital single)
  - 2019: Osoi Agapane Den Pethainoune De som älskar dör inte (med Giota Gianna) (digital single)
  - 2020: Tromagmeno Mou Skrämde mig (digital single)
  - 2021: Loulaki Indigo (digital single)
  - 2021: Ki Omos Den Telioni Och men det tar inte slut (med Babis Stokas) (digital single)
  - 2022: Aima Blod (med Daphny Lawrence) (digital single) - Platina
  - 2022: Gazoza Citronsoda (digital single)

### DVD
- 2001: Anna Vissi: The Video Collection - Guld
- 2005: Anna Vissi Live - Guld